# Johan Hassel
Johan Christian Emil Hassel (13. oktober 1834 i København – 28. juli 1914 på Frederiksberg) var en dansk litograf og fotograf.
Johan Hassel var søn af hoboist Carl Frederik Hassel og Johanne Cathrine Søderberg, kom i lære i Em. Bærentzens lithografiske Institut, hvor han bl.a. traf de to litografer I.W. Tegner og Adolph Kittendorff, med hvem han fulgte, da de dannede deres eget firma 1850. Han arbejdede for Tegner & Kittendorff indtil 1863. Han gik på Kunstakademiet i årene 1848-52 og opnåede her den lille sølvmedalje fra Modelskolen for tegninger fra sine rejser. Han rejste en del i udlandet og beskæftigede sig ved siden af sin litografiske virksomhed med malerkunsten og solgte gennem Kleis' Kunsthandel i København en del malerier. Hassel udstillede på Charlottenborg Forårsudstilling 1858. Samtidig arbejdede han også som fotograf og havde atelier Vesterbrogade 33 i årene 1864-67.
Hassel har foruden portrætter i stil med I.W. Tegners arbejder udført en række litografier efter malerier på Statens Museum for Kunst og Thorvaldsens Museum (repræsenteret i Kobberstiksamlingen). Han betegnes som Adolph Kittendorffs daglige og nære medarbejder gennem en længere årrække.
Hassel er begravet på Solbjerg Parkkirkegård.